# 1932年レークプラシッドオリンピックのオーストリア選手団
1932年レークプラシッドオリンピックのオーストリア選手団（1932ねんレークプラシッドオリンピックのオーストリアせんしゅだん）は、1932年2月4日から2月15日までアメリカ合衆国ニューヨーク州のレークプラシッドで開催された1932年レークプラシッドオリンピックのオーストリア選手団、およびその競技結果。

## 概要
今大会は金メダル1個、銀メダル1個の合計2個のメダルを獲得した。
フィギュアスケートの男子シングルでは、カール・シェーファーが金メダルを獲得し、スウェーデンのギリス・グラフストロームの4連覇を阻んだ。

## メダル
| メダル | 選手名               | 競技               | 種目         |
| ------ | -------------------- | ------------------ | ------------ |
| 金     | カール・シェーファー | フィギュアスケート | 男子シングル |
| 銀     | フリーツィ・ブルガー | フィギュアスケート | 女子シングル |